# Lokvičići
Lokvičići és un poble de Croàcia situat al comtat de Split-Dalmàcia. El 2020 tenia una població estimada de 523 habitants.